# M120 120mm 迫撃砲

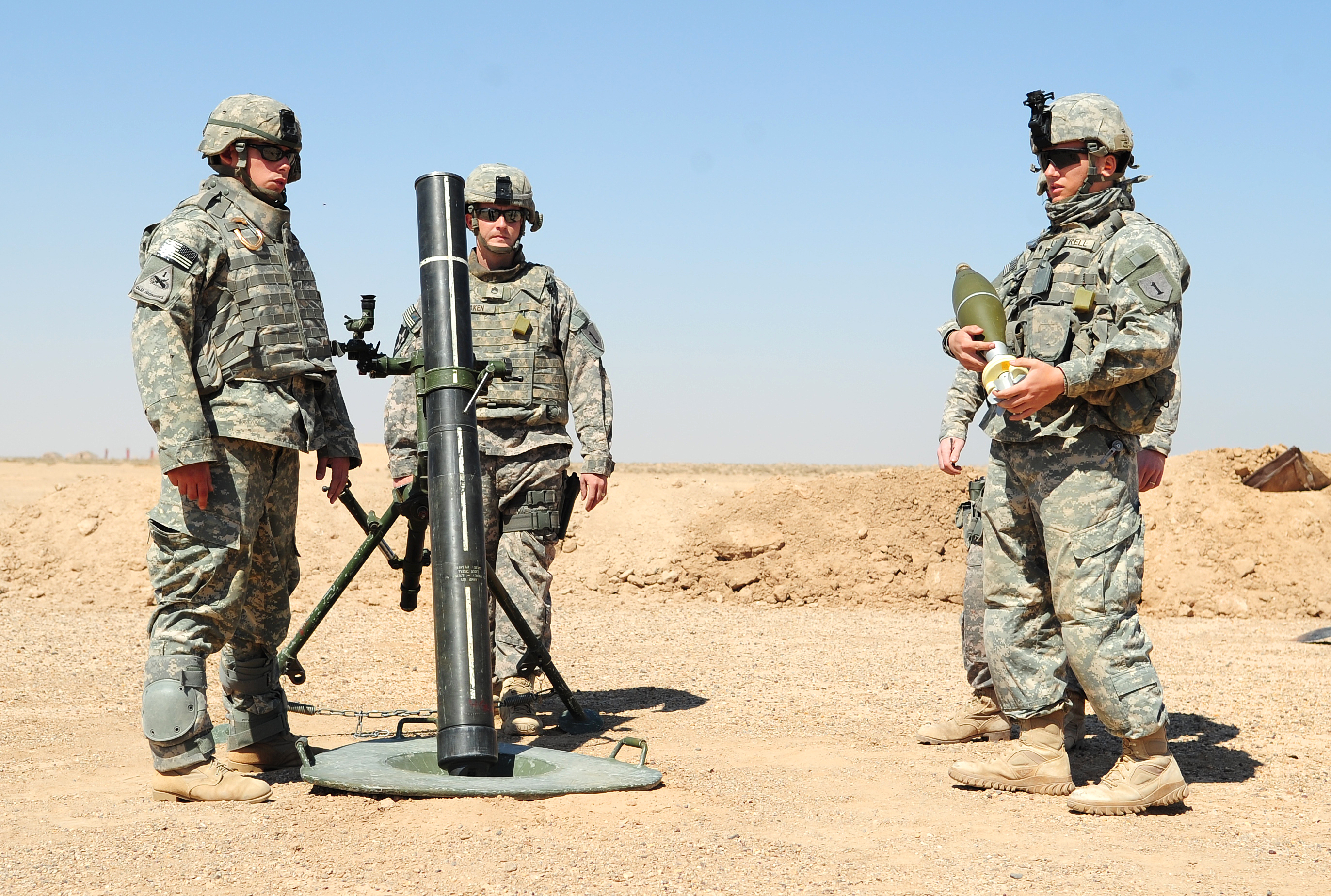
イラク戦争でのM120迫撃砲

M120 120mm迫撃砲（M120 120mm mortar）は、イスラエルのソルタム社が開発し、アメリカ陸軍で使用されている重迫撃砲である。

## 概要
イスラエルのソルタム・システムズ製ソルタムK6 120mm迫撃砲のライセンス生産品で、1991年にM30 107mm迫撃砲の後継として制式採用された。
M30迫撃砲よりも軽量かつ大威力であり、砲身はM30迫撃砲やフランス製120mm迫撃砲 RT（アメリカ海兵隊が採用）と違って、ライフリングの刻まれていない滑腔砲である。M303 サブ砲身を挿入することで81mm迫撃砲弾を使用することもできる。
移動時にはトレーラーに搭載してハンヴィーで牽引するが、120mm迫撃砲 RTと違って砲本体に車輪が付属していない分、移動と設置の準備にやや時間がかかる。
M120には派生型として車載型のM121が存在し、M113装甲兵員輸送車を基にしたM1064と、ストライカー装甲車を基にしたM1129の2種類の自走迫撃砲が開発されている。
M1129には、同じくソルタムで開発された迫撃砲の発射の衝撃を吸収する自動駐退復座システムであるCardomがM121の砲架として採用され搭載されている。

## 諸元・性能

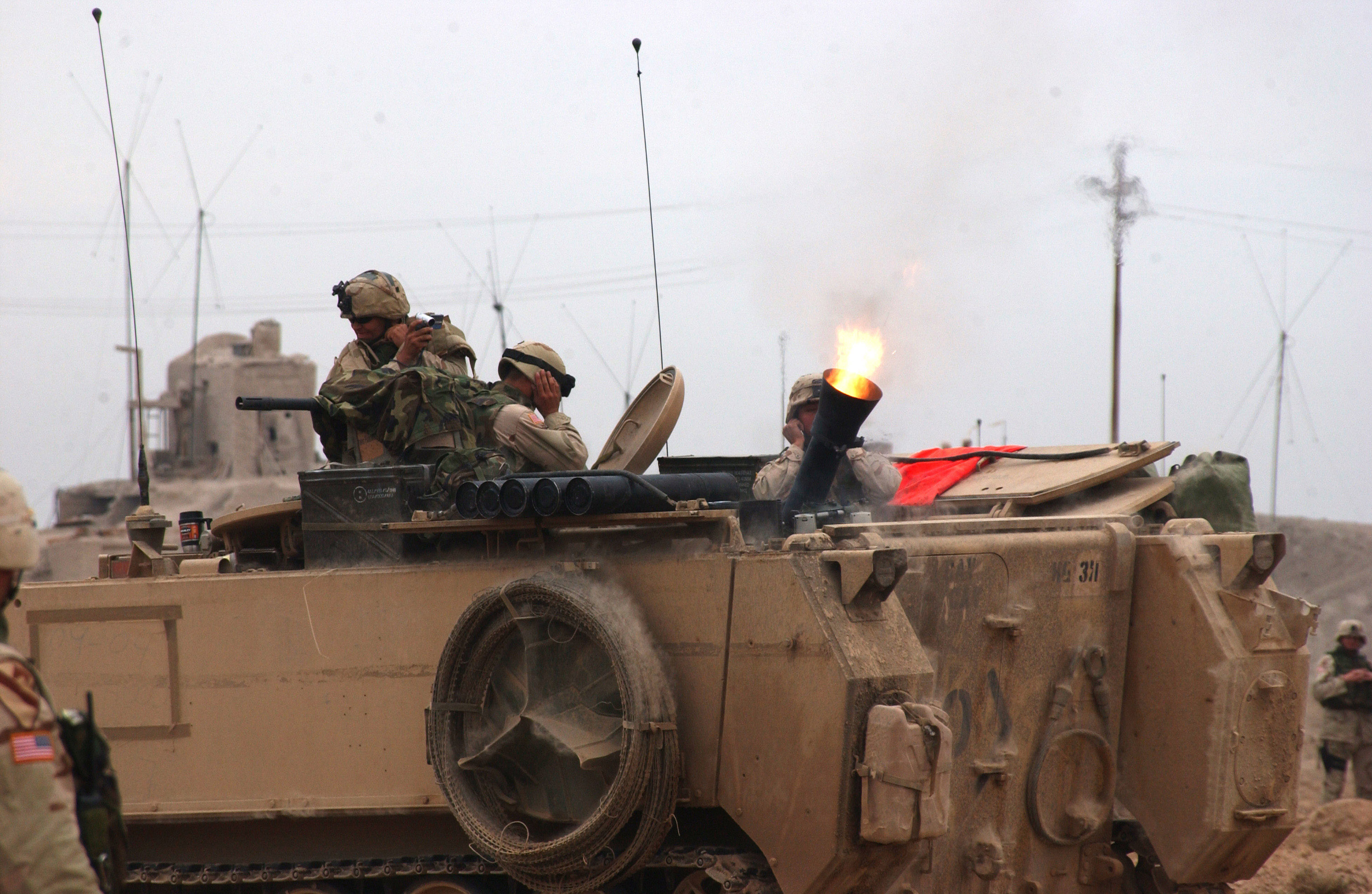
M1064 120mm自走迫撃砲

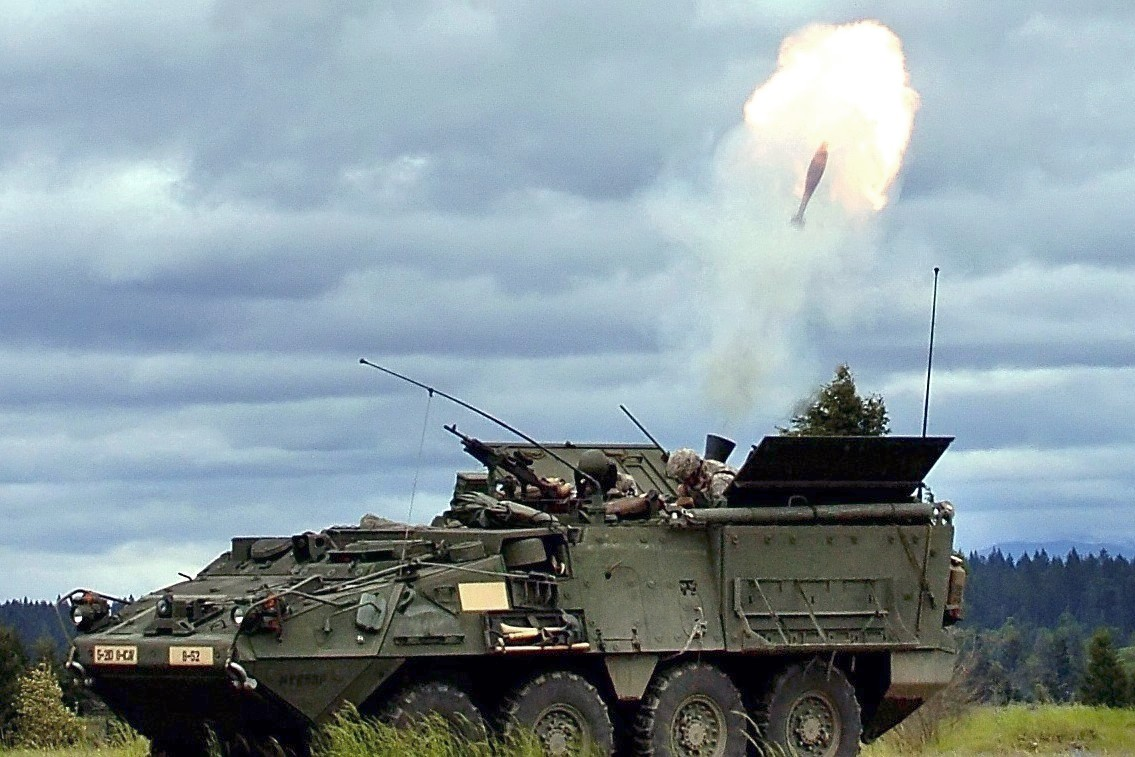
M1129 120mm自走迫撃砲

諸元
- 種別: 迫撃砲
- 口径: 120mm

- 重量: 砲本体：144.7kg
  - M298砲身部品：50kg
  - M190二脚部品：32kg
  - M9底盤：62kg
  - M67照準器：1.1kg
- トレーラー搭載状態：326.1kg
  - M1100被牽引用トレーラー：181kg
- 砲員数: 5名

性能
- 有効射程: 200-7,240m
- 発射速度: 16発/分（最大）, 4発/分（通常）

砲弾・装薬
- 弾薬: 120mm迫撃砲弾・装薬（NATO標準規格）

- 使用弾薬: 下記の各砲弾を使用可能：
  - M934榴弾
  - M934A1榴弾
  - M933榴弾
  - M929煙幕弾
  - XM930E1照明弾
  - XM983照明弾
  - XM931訓練弾

## 採用国
- アメリカ陸軍
- イスラエル陸軍
- イラク陸軍
- エジプト陸軍
- グルジア陸軍 - 2024年時点で、18門のM120を保有[1]。
- スリランカ陸軍
- スロベニア陸軍
- ボリビア陸軍 - 2024年時点で、数量不詳のM120を保有[2]。
- メキシコ陸軍
- モロッコ陸軍
- レバノン陸軍 - 2024年時点で、46門のM120を保有[3]。